# Страсбурзький музей образотворчого мистецтва
Страсбурзький музей образотворчого мистецтва (фр.Musée des Beaux-Arts de Strasbourg) — колекція живопису і скульптури старих майстрів у французькому місті Страсбург.

## Короткий опис
З 1898 року музей розташований на другому поверсі Палацу Роганів, виконаного в стилі пізнього бароко. У колекцію входить близько 865 картин (на 2009 рік) періоду від XIV століття і до 1870 року, з яких у постійній експозиції знаходяться 250. У фондах знаходяться роботи європейських художників починаючи з XIV століття і художників з регіону Верхнього Рейну (починаючи з 1681 року — з часу входження Ельзасу до складу Франції). Твори Верхньорейнських художників Середньовіччя та епохи Відродження можна побачити в Страсбурзькому музеї Нотр-Дам), що розташований поряд.

## Історія
До першої міської художної колекції (1801), зібраної під час Великої французької революції, увійшли твори мистецтва, конфісковані в церквах і монастирях, які було зліквідовано. Пізніше фонди поповнювалися за рахунок приватних дарів та державної допомоги, завдяки якій до Страсбурзького музею було передано полотна з Лувру. Під час Франко-прусської війни 24 серпня 1870 року вся колекція була знищена пожежею, що виникла під час обстрілу міста прусською артилерією. Після закінчена військових дій Старсбург разом з усім Ельзасом відійшов до Німеччини, в 1890 році музей було відновлено. У 1931 році з нього було виділено відділення середньовічного Верхньорейнського і ельзаського мистецтва, яке утворило окремий Музей Нотр-Дам. Із колекції творів, створених після 1870 року був утворений страсбурзький Музей сучасного мистецтва.
13 серпня 1947 року пожежа знищила частину експозиції, зокрема роботи Франческо Гварді, Лукаса Кранаха Старшого, Томаса де Кейзера і деяких інших майстрів. Для відновлення колекції на кошти з страхувальної премії були придбані нові полотна. Також фонди постійно поповнюються за рахунок дарів — італійських картин (у 1987 і 1994 роках від колекціонерів Отона Кауфмана і Франсуа Шлагетера), нідерландських картин (у 2004 від меценатів Роджера і Елізабет Ейзенбет) та інших.

## Галерея

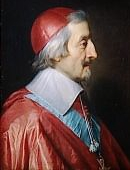
Філіп де Шампань Портрет кардинала Рішельє
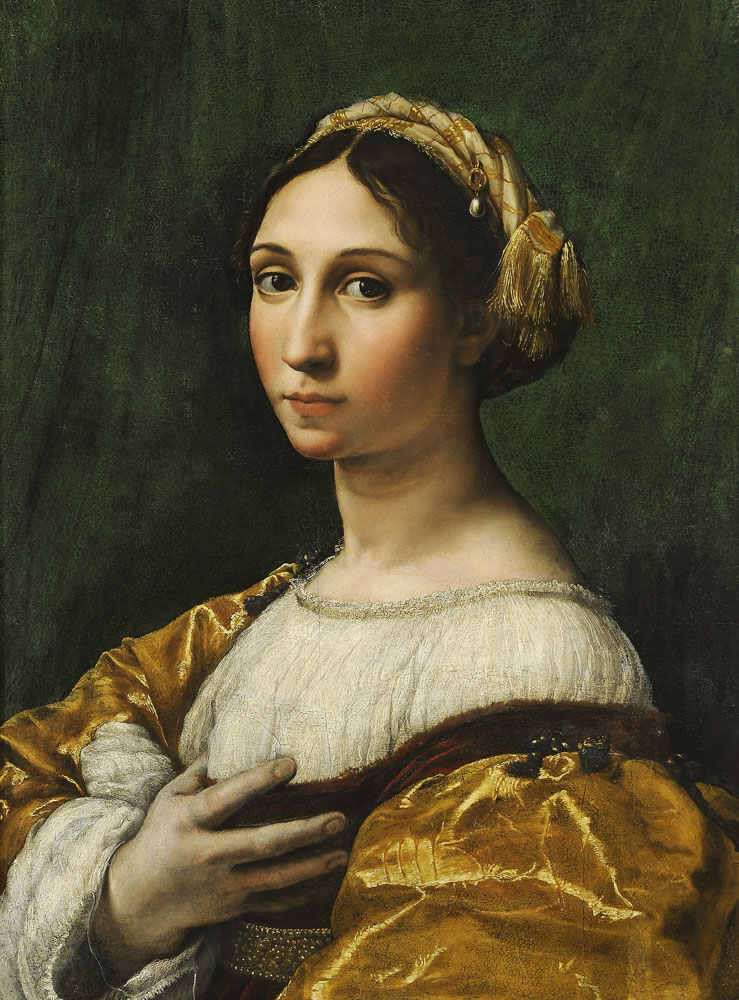
Рафаель Портрет молодої жінки
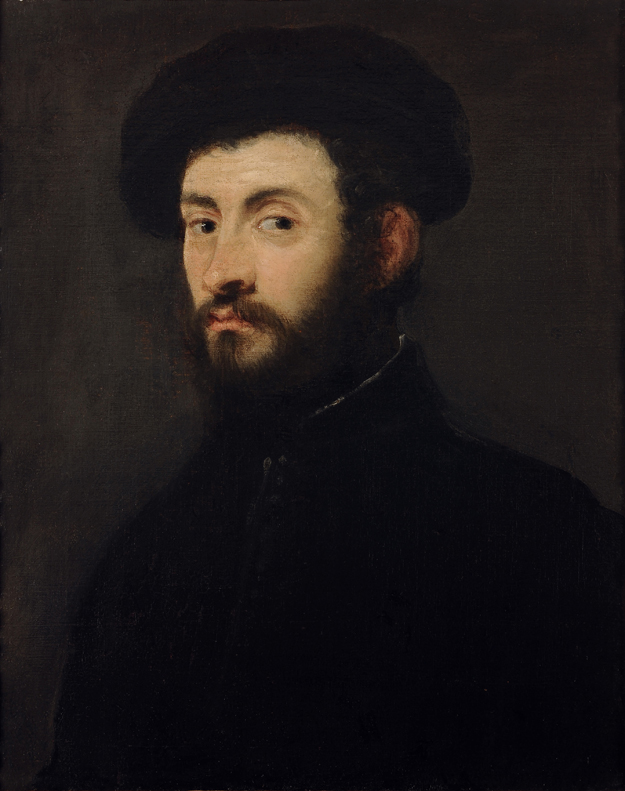
Якопо Тінторетто Портрет бороданя
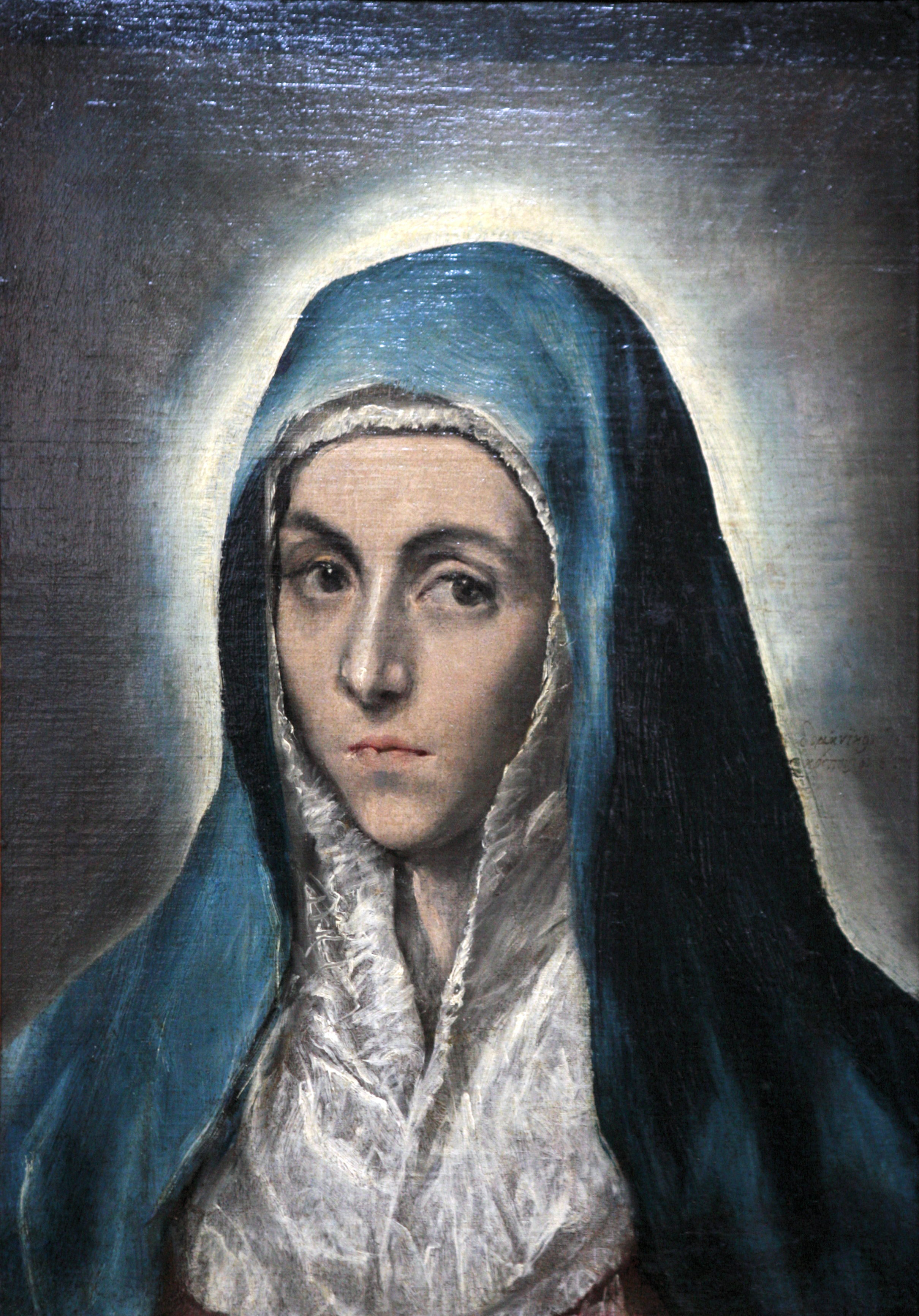
Ель Греко Скорботна мати
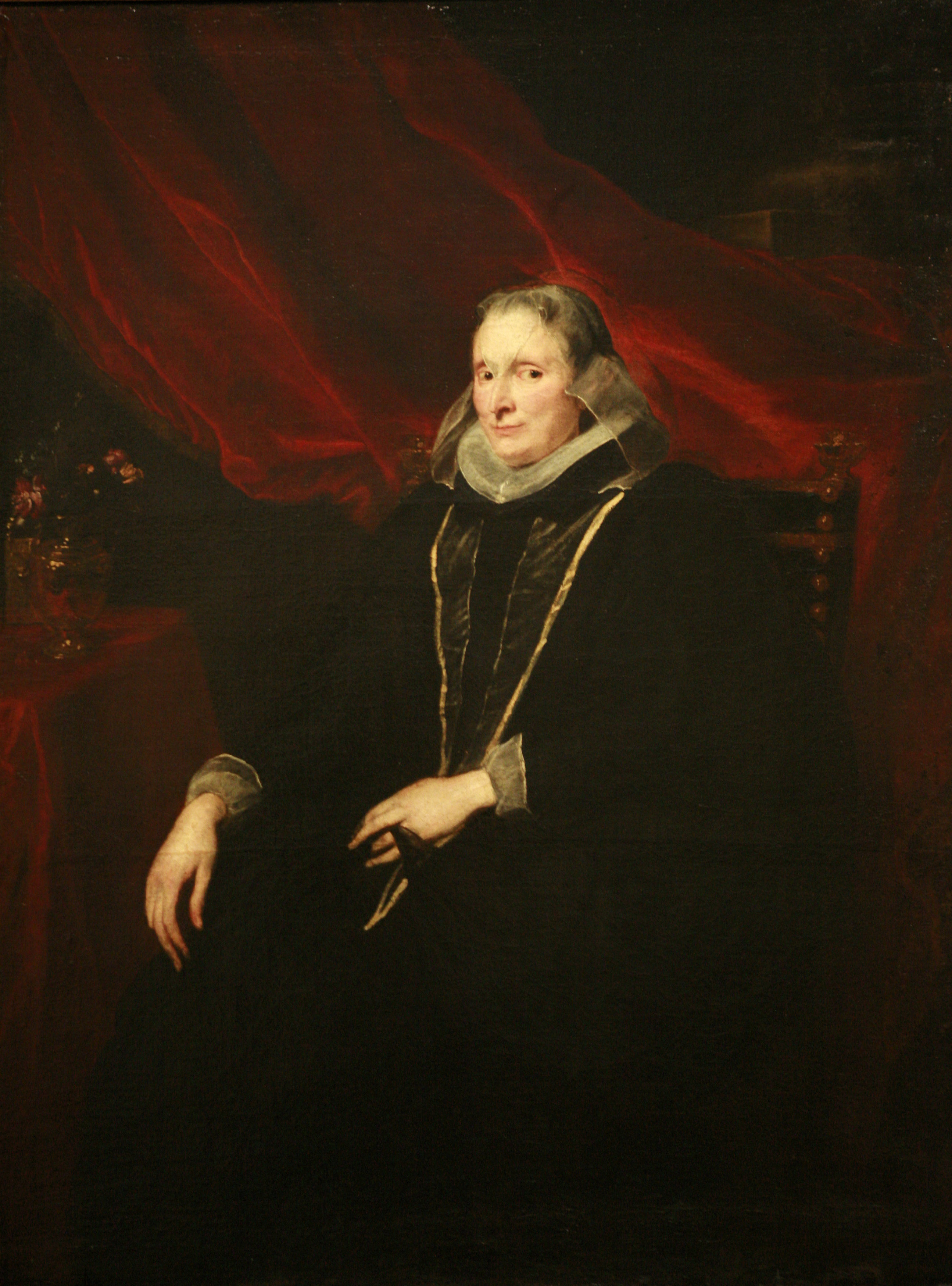
Антон ван Дейк Портрет Луїджі Каттанео-Джентіле
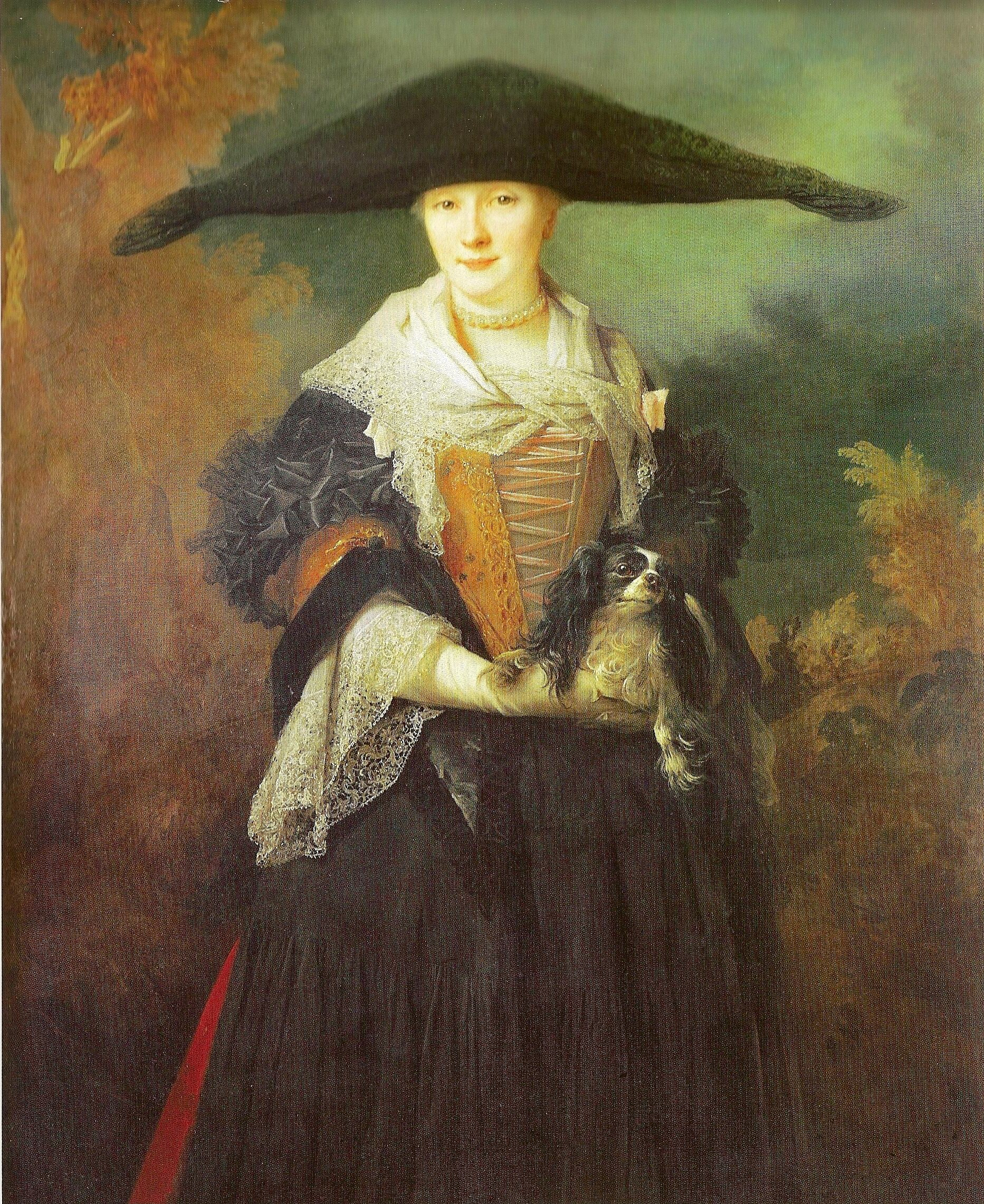
Ніколя де Ларжильєр Прекрасна страсбуржанка
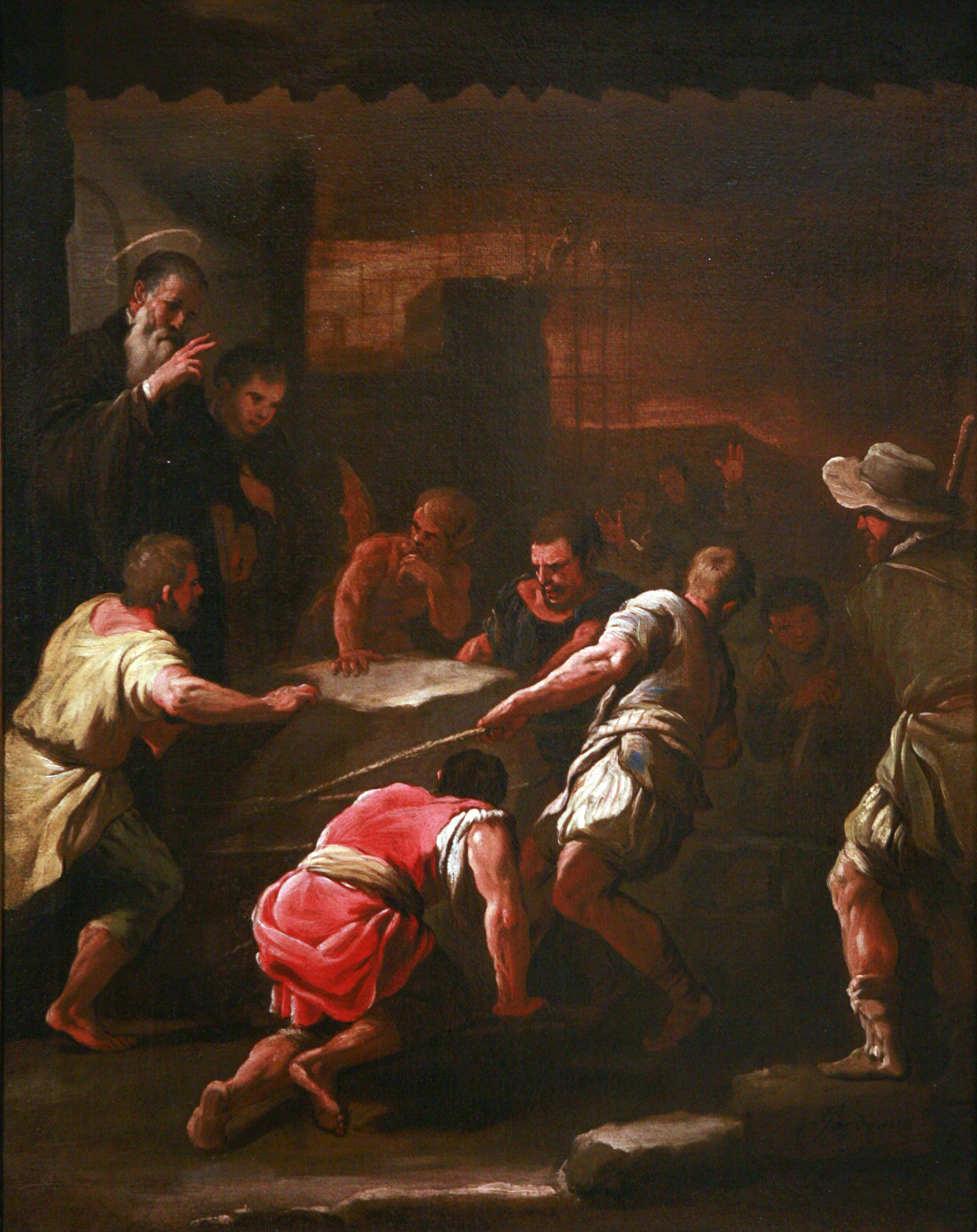
Лука Джордано Чудо св. Бенедикта
Хосе де Рівера Святі Петро і Павло (бл. 1616)
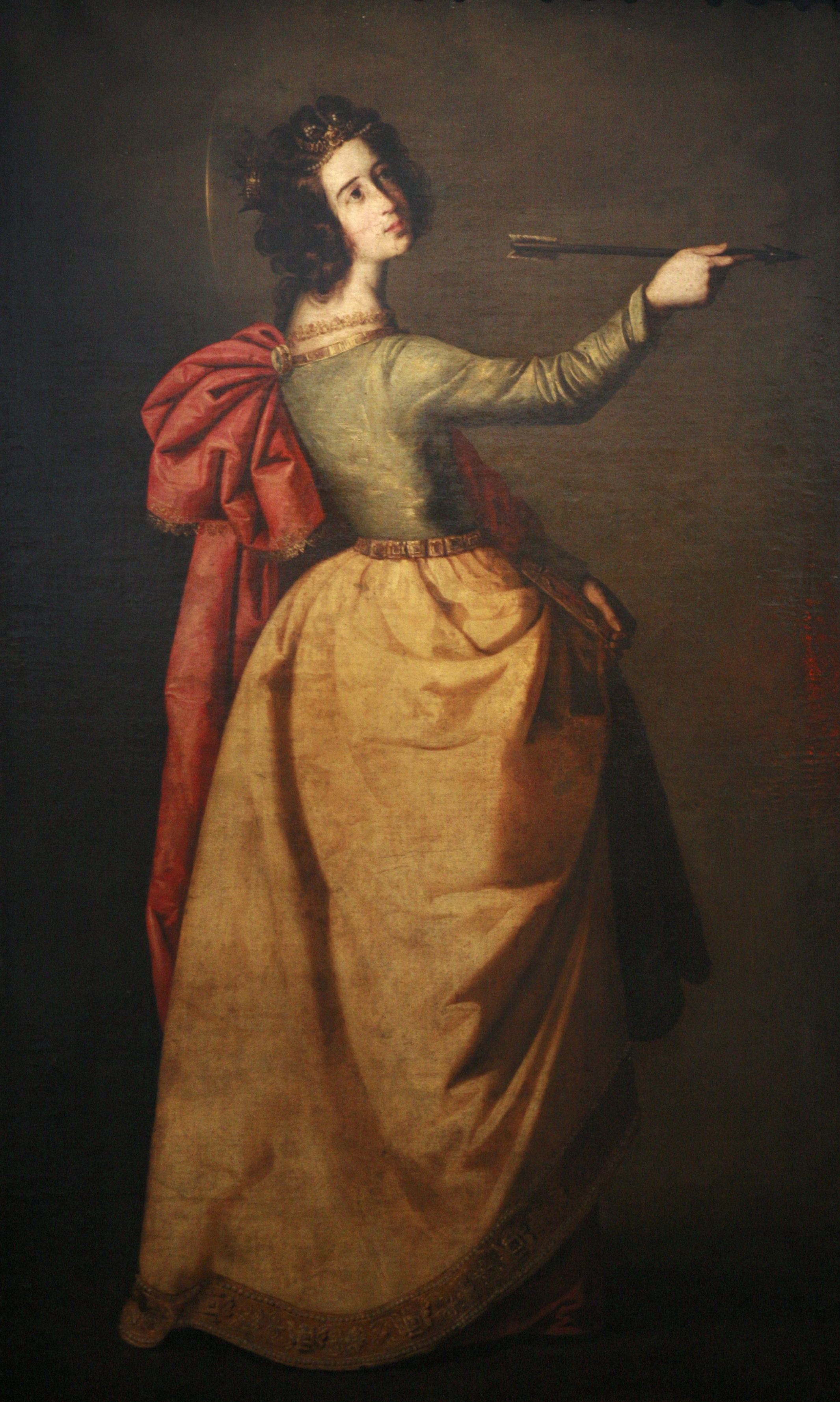
Франсіско де Сурбаран Свята Урсула (1650)
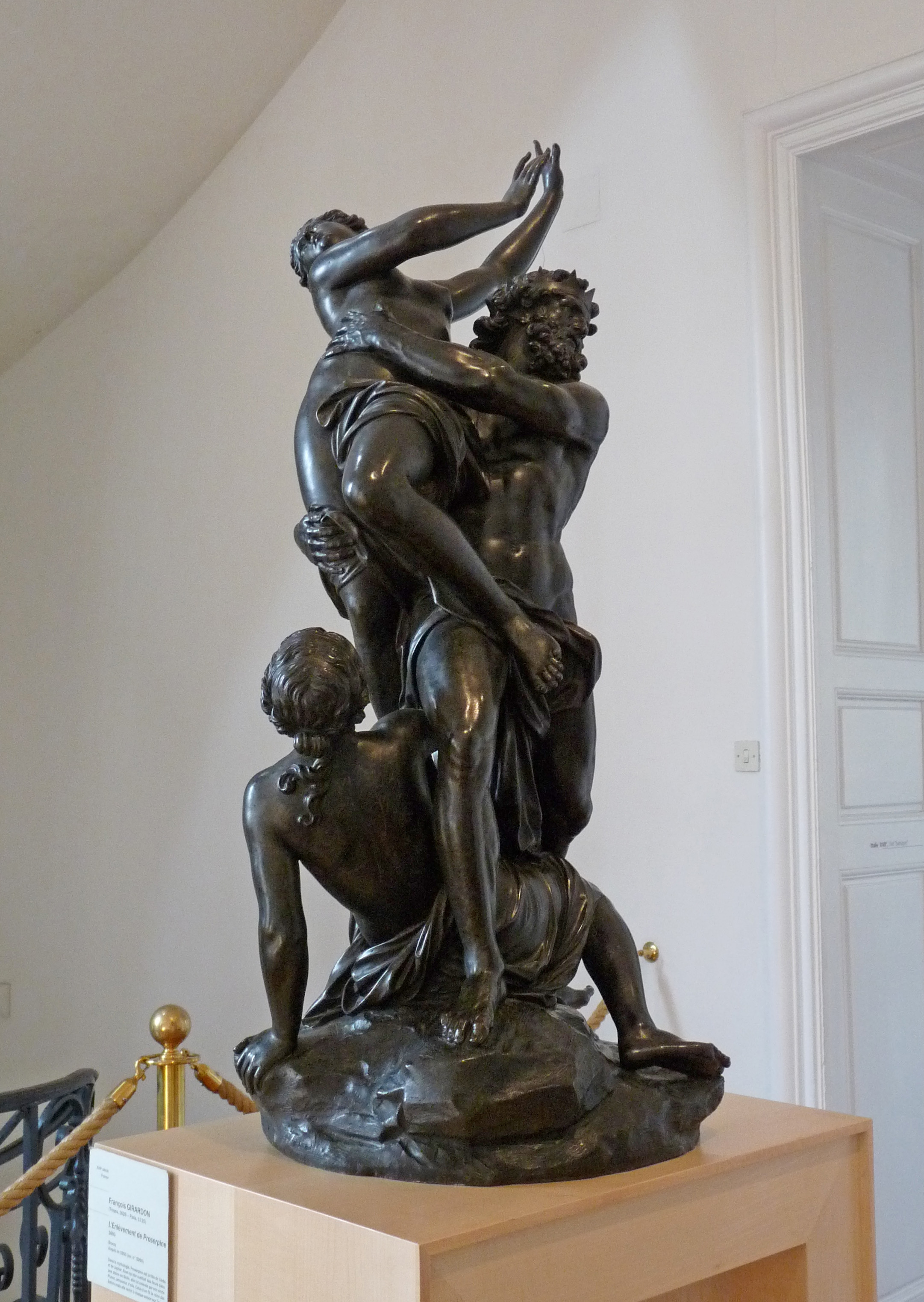
Франсуа Жирардон Викрадення Прозерпіни
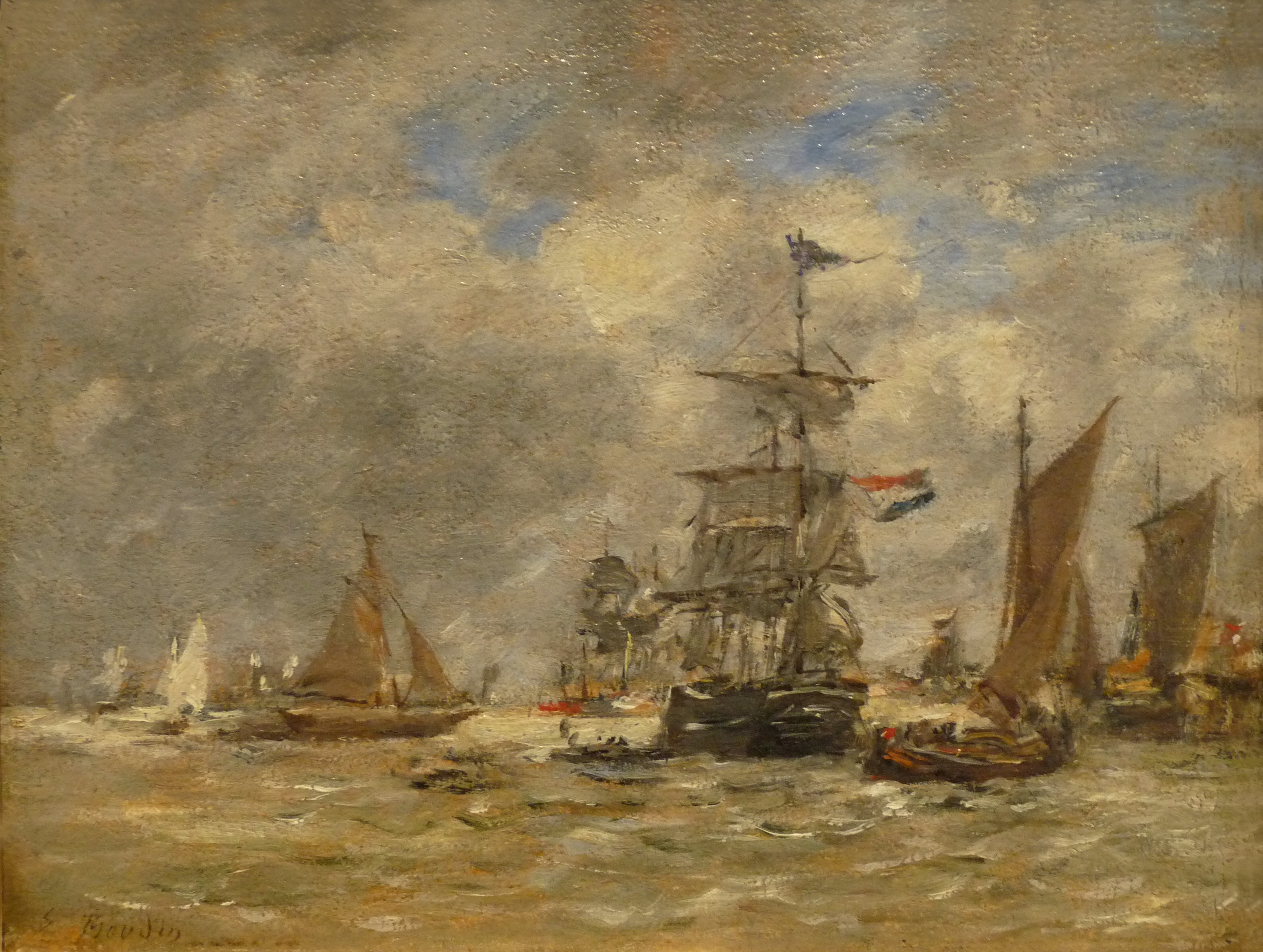
Ежен Буден Море
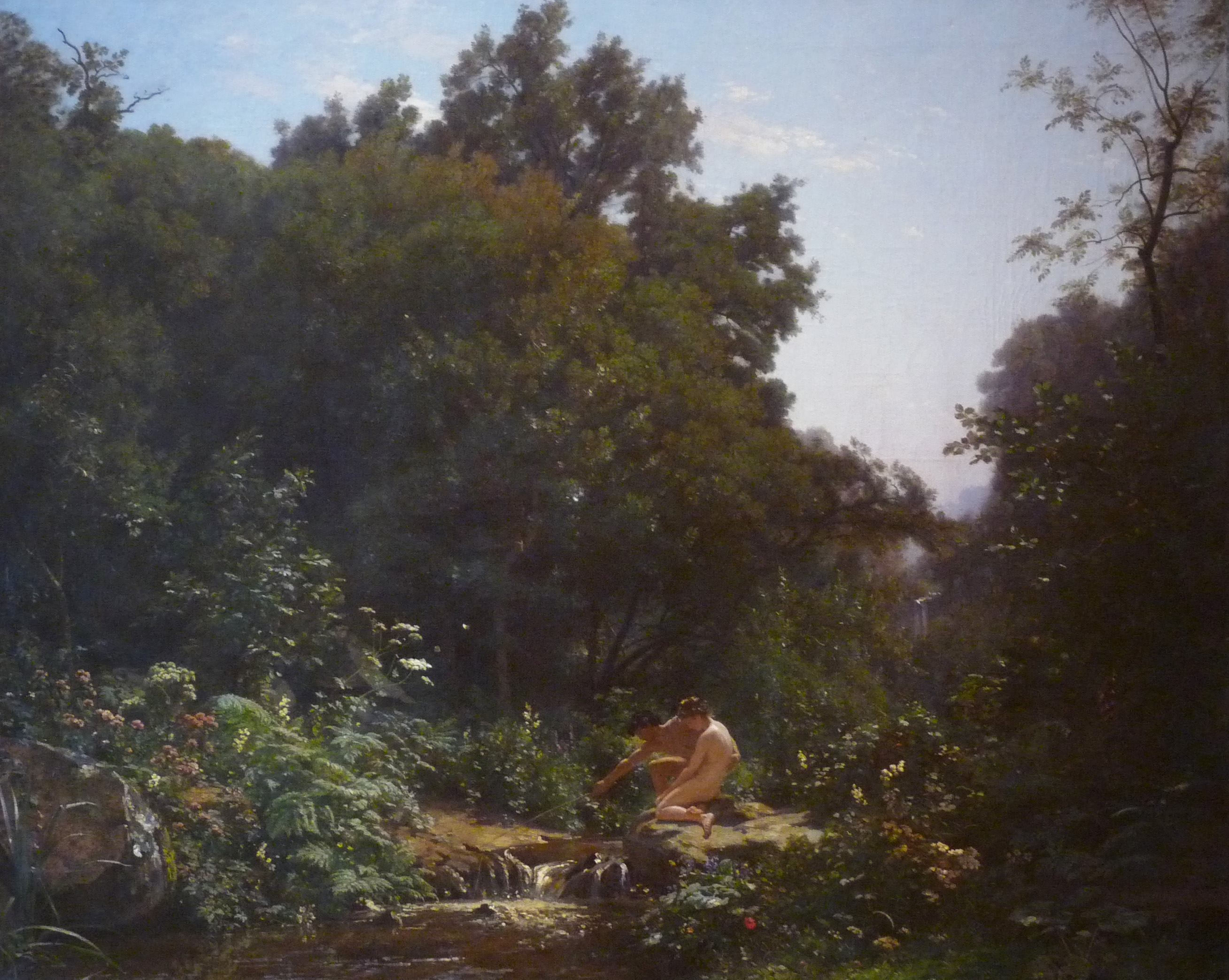
Франсуа-Луї Франсе Ідилія Дафніса і Хлої
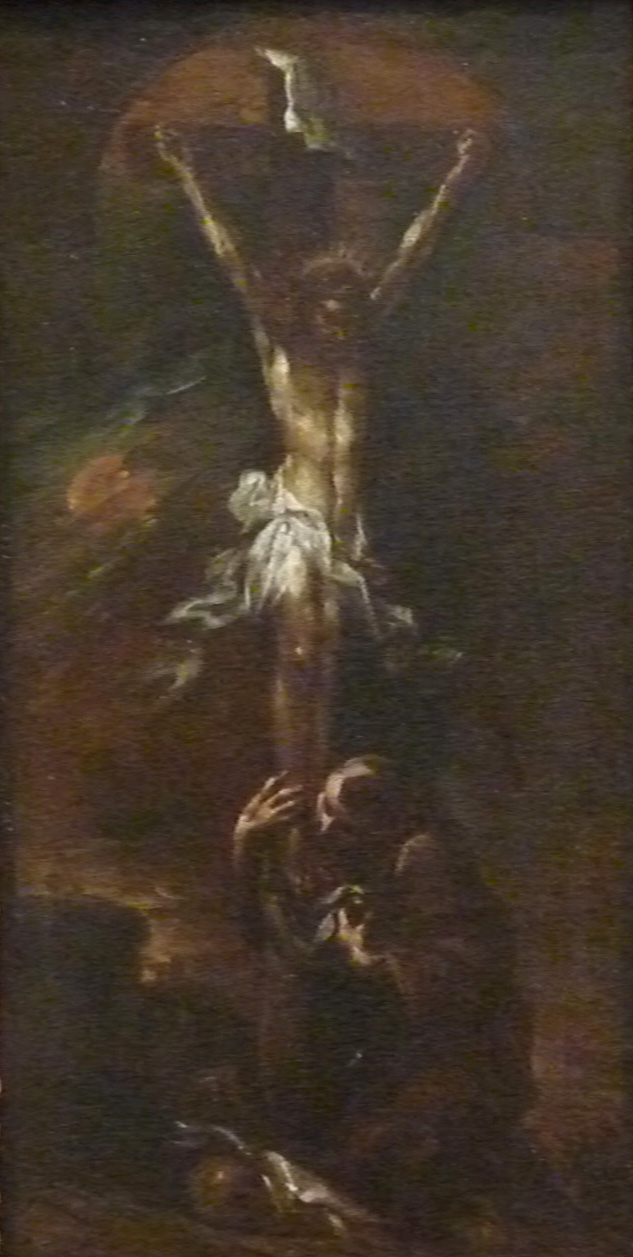
Алессандро Маньяско Христос на хресті і св. Франциск Ассизький
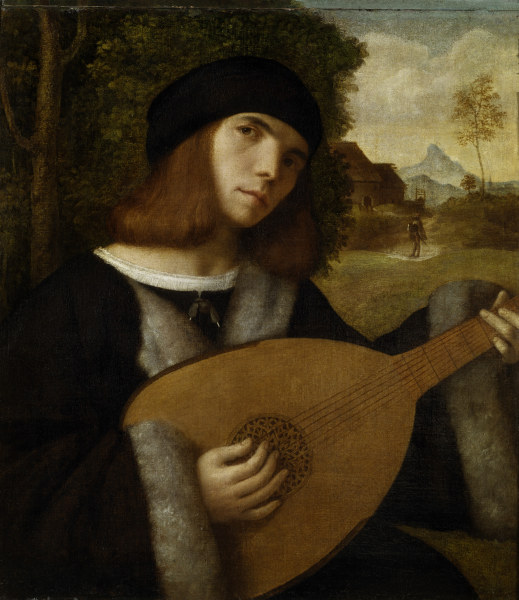
Джованні Каріані лютніст
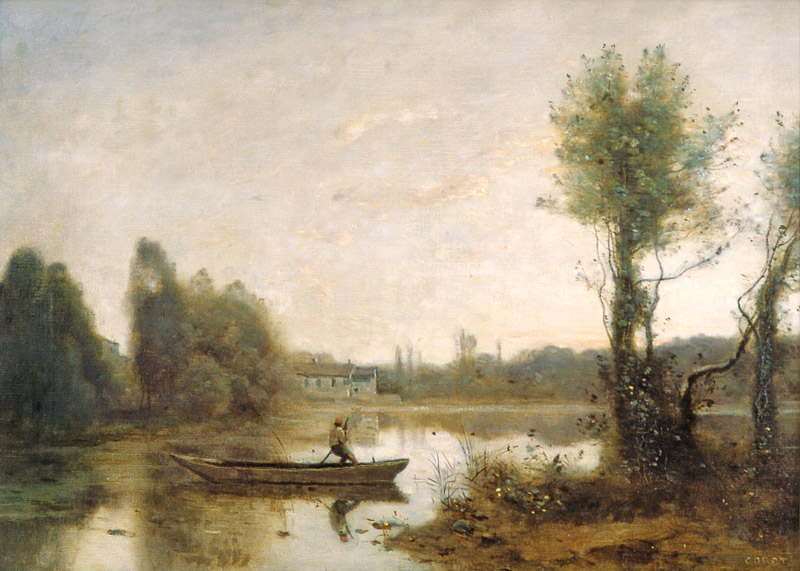
Жан-Батист Коро У села Еврі
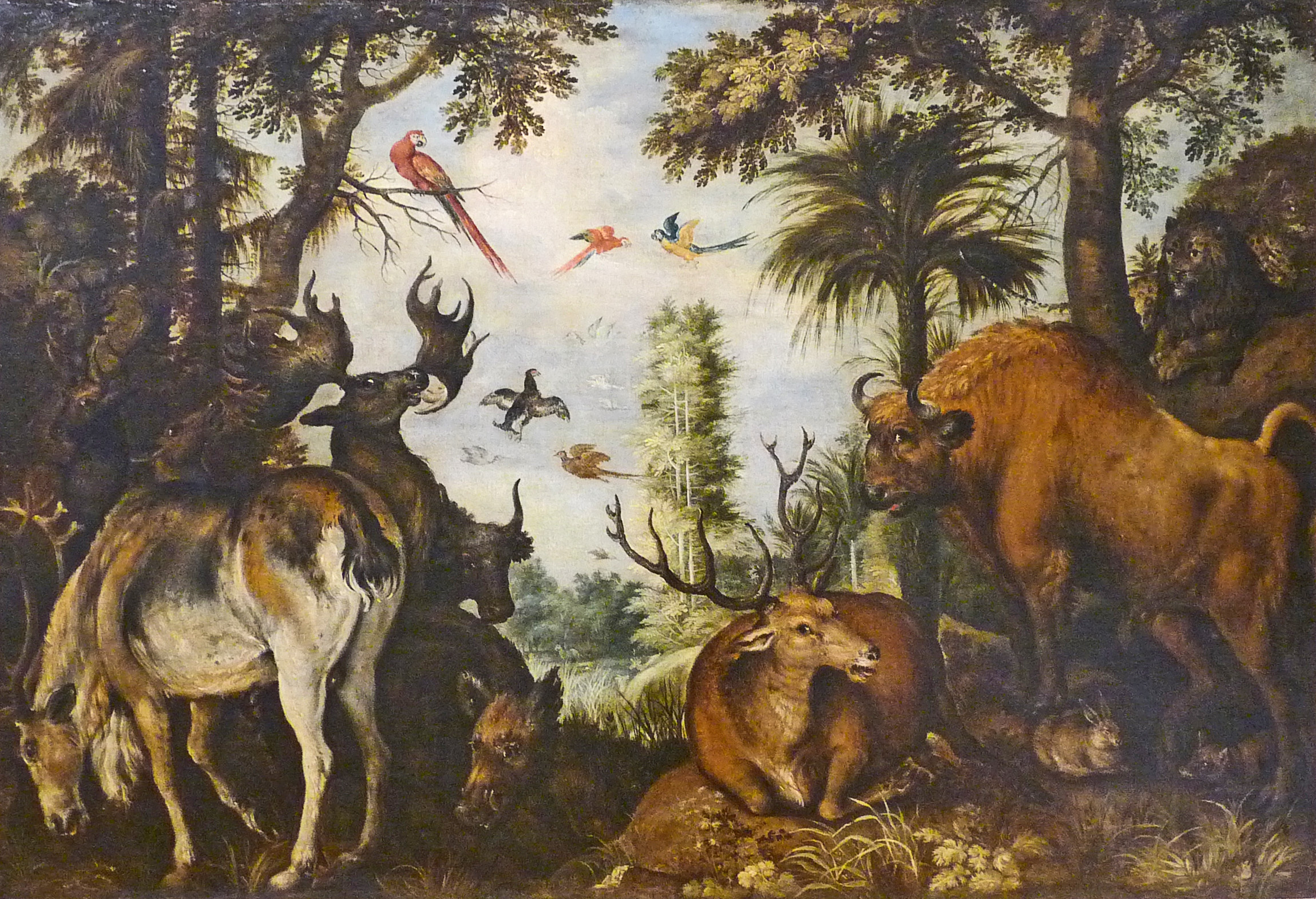
Рулант Саверей Пейзаж з тваринами
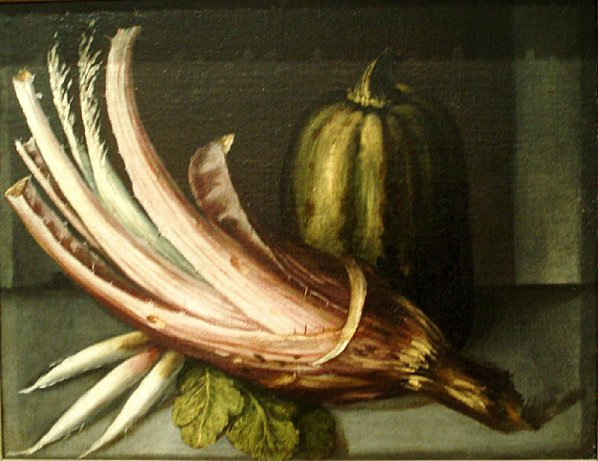
Хуан Санчес Котан Рожевий артишок
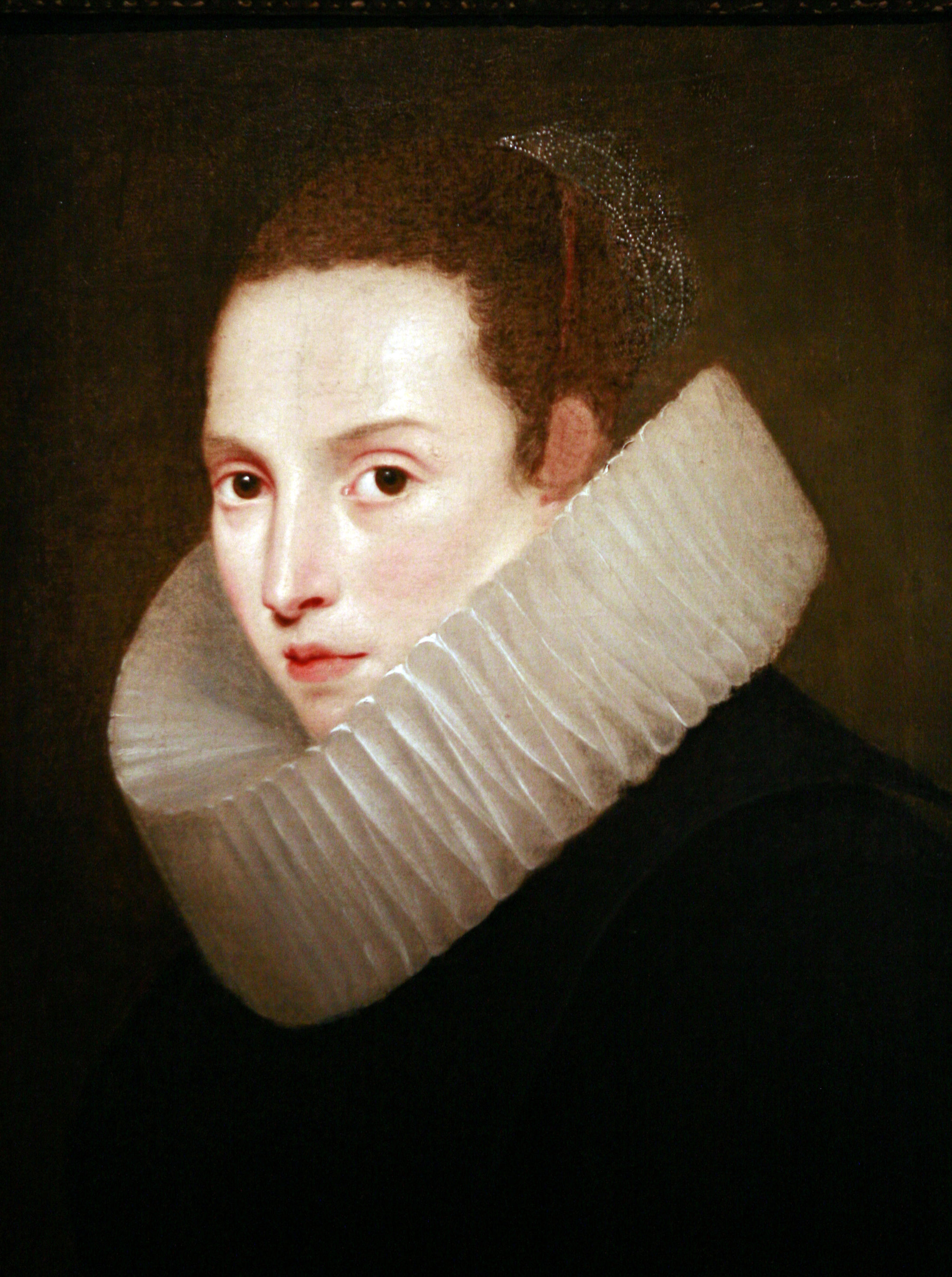
Антоніс ван Дейк Портрет пані
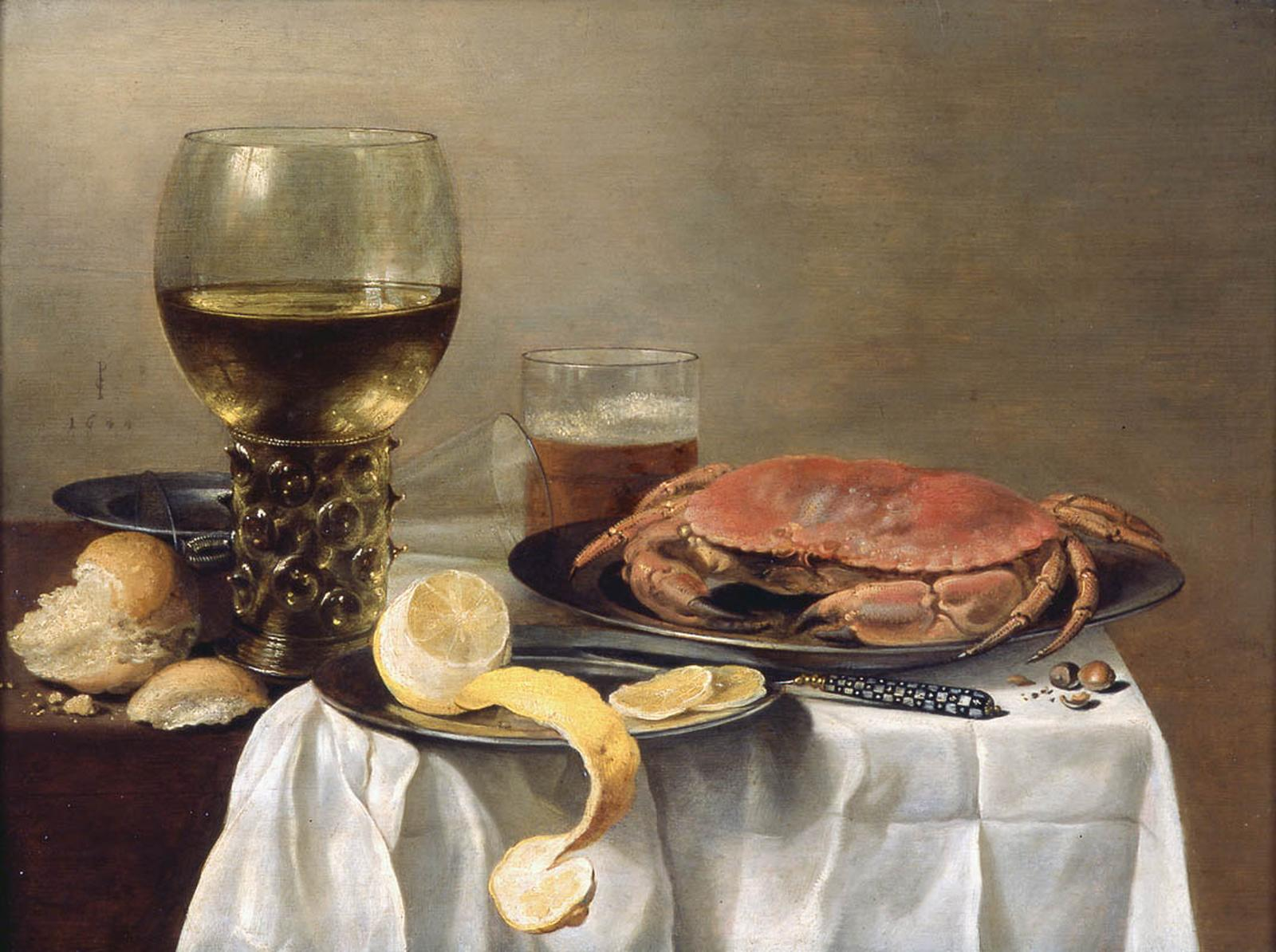
Пітер Клас Натюрморт з крабом (1644)
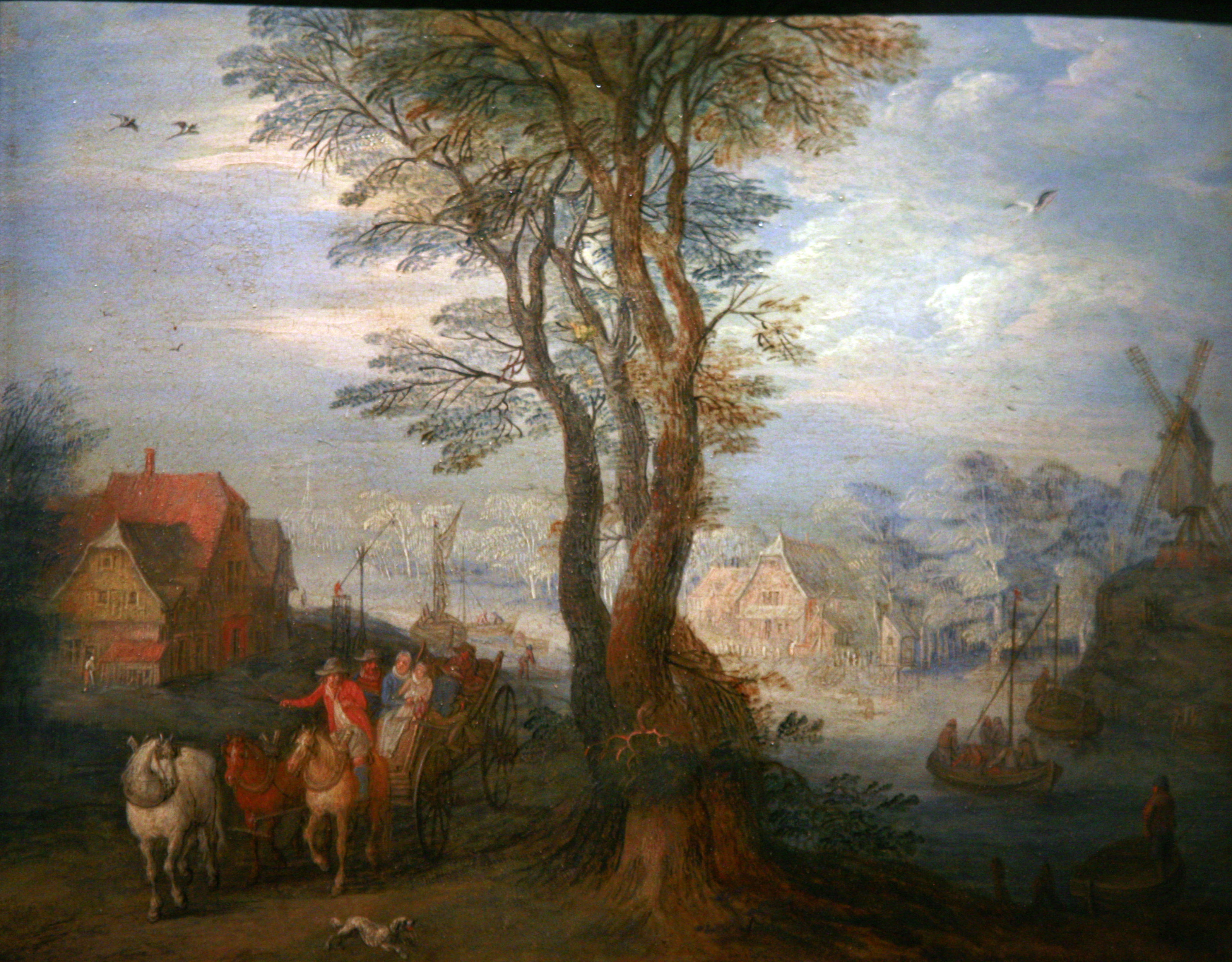
Ян Брейгель Старший Селянський віз
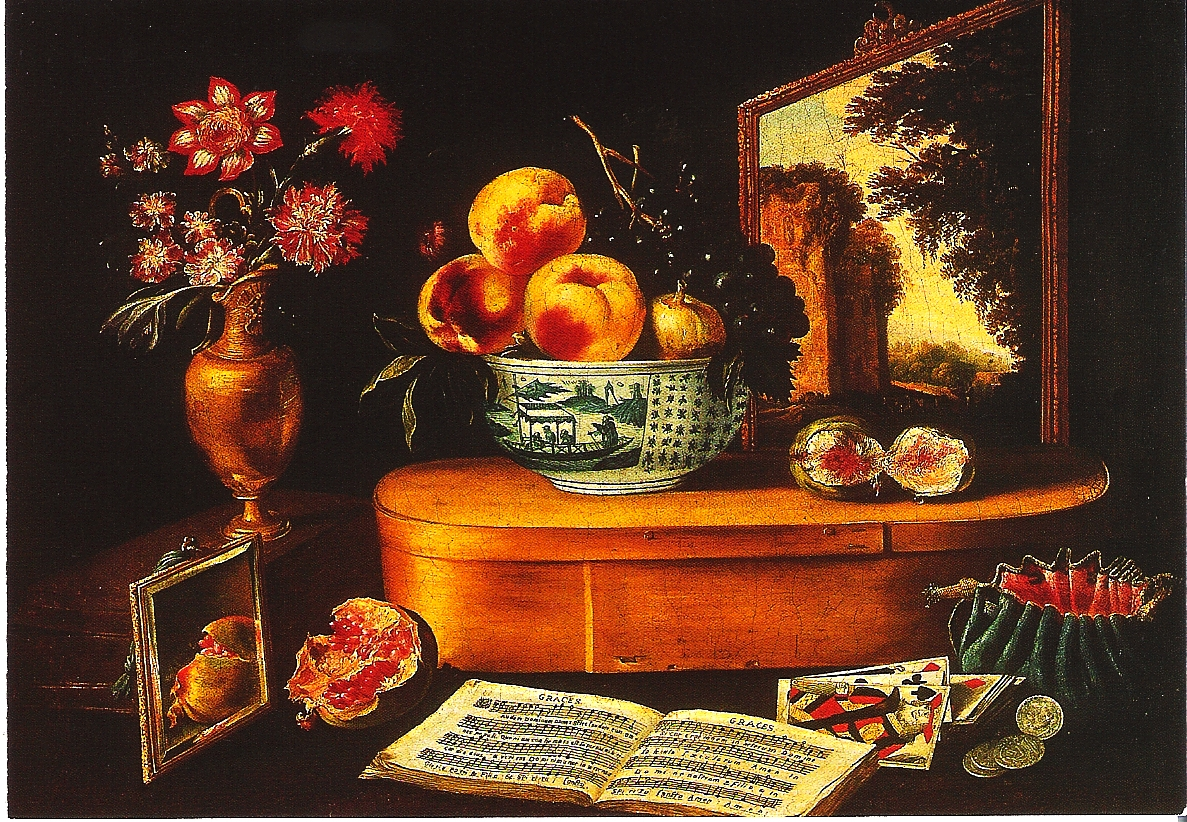
Жак Лінар П'ять почуттів (1638)